# Gandahar
Gandahar là một bộ phim hoạt hình khoa học viễn tưởng của đạo diễn René Laloux, ra mắt lần đầu năm 1988.